# Alfoz

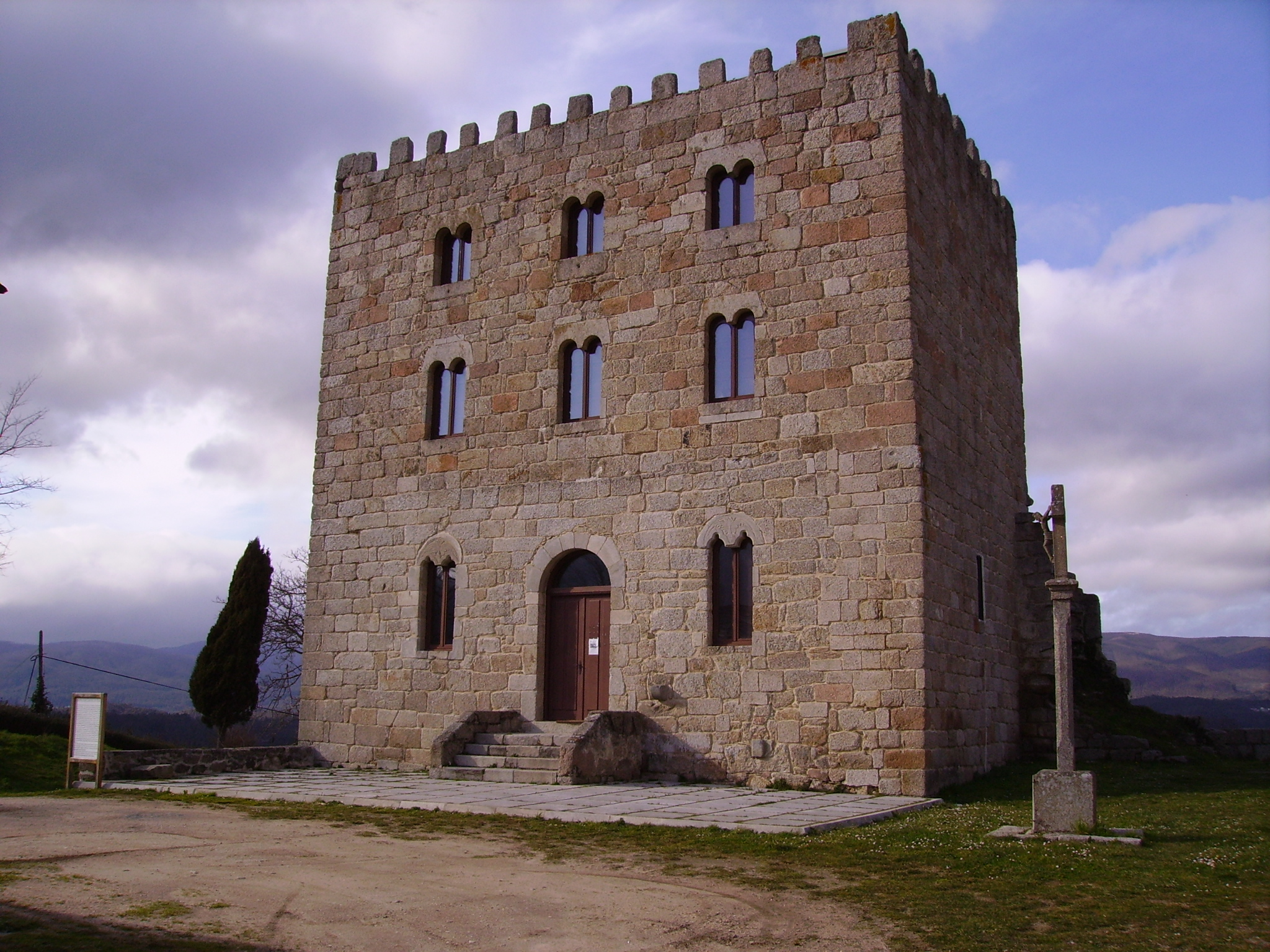
Torre de menagem do Castelo de Castrodouro, no município de Alfoz, cujo nome advém da designação da antiga divisão territorial

Alfoz era a designação dada ao termo de um concelho, ou seja os arredores de uma vila, ou mais especificamente aos povoados que aí se encontravam e eram habitados pelas classes mais baixas. Pode também designar uma circunscrição administrativa autónoma. Por vezes, o crescimento dessas localidades dava origem a revoltas contra a situação de inferioridade em relação à sede do concelho e reclamavam uma carta de foral, que em alguns casos conseguiam obter.

## Etimologia
O substantivo «alfoz» deriva do étimo árabe al-hús, que significa «arredores».

## Em Espanha
Nos reinos que atualmente constituem Espanha, durante a Idade Média, o termo alfoz designava o espaço rural que estava sob a jurisdição de uma vila que era a sede do concelho. Num alfoz existiam várias aldeias ou lugares e o seu conjunto era denominado Comunidad de Villa y Tierra, do qual fazia também parte a sede do concelho, e que tinha autonomia dentro do reino. A sede dum alfoz era uma vila ou cidade, que era composta por um núcleo urbano e por vezes um castelo e muralha.
No início do século XII, os alfozes eram divisões administrativas com funções fiscais, judiciais e militares. Além disso, tiveram um papel importante nos usos comunais dos recursos florestais e pastorícios até que, em 1100, os reis começaram a entregar à Igreja e aos nobres jurisdições particulares de caráter perpétuo. Este facto ameaçou a razão de existir dos alfozes.
Os alfozes e a vila a que pertenciam formavam o que mais tarde se veio a chamar município, mas o seu nome permaneceu em alguns topónimos da geografia espanhola.